# Playback (grupo musical)
Playback (em coreano:  플레이백) foi um grupo feminino sul-coreano formado pela Coridel Entertainment em 2015. O grupo consiste em cinco integrantes: Yunji, Hayoung, Yujin, Woolim e Eunjin. Elas estrearam em junho de 2015 com o single digital Playback.

## História

### 2015-17: Debut comPlaybackeI Wonder
Antes de ingressar no Playback, Woolim passou três anos como estagiária na JYP Entertainment. Mais tarde, ela se tornou famosa após um vídeo de sua aparição no show de canto da Mnet, I Can See Your Voice, onde ela cantou Problem da Ariana Grande, se tornou um viral.
O grupo lançou o seu álbum single de estreia intitulado Playback e sua faixa-título com o mesmo nome em 25 de junho de 2015. Apenas três meses depois, o grupo anunciou que planejava lançar um novo álbum single em 2 de setembro. O título da faixa-título do álbum, I Wonder, teve a aparição do cantor sul-coreano Eric Nam. A música atraiu a atenção da mídia devido ao envolvimento da popular equipe de produção norueguesa ELEMENT, cujo outros trabalhos inclui CeeLo Green, Musiq Soulchild e Madcon.

### 2018-Presente: Nova integrante Eunjin,MIXNINE e Want You To Say
Em 13 de abril de 2017, Ma Eunjin foi adicionada do grupo. Originalmente ela iria estrear com o grupo em 2015, porém foi cortada por ter sido acusada de ser uma sasaeng do EXO.
No dia 12 de outubro, a Coridel Entertainment, empresa do Playback, anunciou que pela fan page oficial do grupo que Eunjin e as outras integrantes participariam do programa de sobrevivencia da YG Entertainment, MIXNINE, foi dada a seguinte declaração “Depois de um longo período de inatividade e se preparando para o retorno, foi feita uma oferta ao grupo para aparecer no programa “Mix Nine”. Nós decidimos aceitar e participar do programa, porque acreditamos que será uma boa chance para cada integrante mostrar o seu talento e habilidade. As integrantes do grupo estão se preparando e trabalhando duro para mostrar o seu melhor , e pretendem lançar um álbum no meio de outubro, então fiquem atentos e continuem apoiando as meninas”.
Mas apenas Woolim e Hayoung passaram na audição, Woolim foi eliminada e Hayoung conseguiu ocupar o top 9 final, ficando na nona posição, mas, o time vencedor foi o dos garotos
Pouco antes da final do MIXNINE, Playback retornou com o MV "Want You To Say". É o primeiro MV com Eunjin e mostra as garotas se divertindo na praia e numa festa do pijama.[carece de fontes?]

## Integrantes
- Yunji (hangul: 윤지), nascida Lee Yun-ji (hangul: 이윤지) em 4 de abril de 1992 (32 anos) em Seul, Coreia do Sul. Anteriormente conhecida como Yena (hangul: 예나).
- Hayoung (hangul: 하영), nascida Lee Ha-young (hangul: 이하영) em 3 de agosto de 1993 (31 anos) em Seul, Coreia do Sul.
- Yujin  (hangul: 유진) nascida So Yu-jin (hangul: 소유진) em 18 de junho de 1994 (30 anos) em Cheongju, Chungcheong do Norte, Coreia do Sul. Anteriormente conhecida como Soyun (hangul: 소윤).
- Woolim (hangul: 우림), nascida Hwang Woo-lim (hangul: 황우림) em 29 de agosto de 1996 (28 anos) em Seul, Coreia do Sul.
- Eunjin (hangul: 은진), nascida Ma Eun-jin (hangul: 마은진) em 23 de maio de 1997 (27 anos) em Wonju, Gangwon, Coreia do Sul.

## Discografia
- Playback (2015)
- I Wonder (2015)
- Untold Story (2017)
- Want You To Say (2017)

## Videografia

### Vídeos musicais
| Ano  | Título          | Versões alternativas |
| ---- | --------------- | -------------------- |
| 2015 | Playback        | - Dance version      |
| 2015 | I Wonder        |                      |
| 2017 | Want You To Say | - Dance Version      |

## Filmografia

### Programas de variedades
| Ano  | Membro           | Título                       | Notas                                       |
| ---- | ---------------- | ---------------------------- | ------------------------------------------- |
| 2015 | Woolim           | I Can See Your Voice         | Episódio 7                                  |
| 2016 | Eunjin           | Produce 101                  | Deixou no episódio 4 por problemas de saúde |
| 2016 | Eunjin           | Kpop Star 6: The Last Chance | Top 8                                       |
| 2017 | Woolim e Hayoung | Mix Nine                     | Hayoung atingiu o Top 9                     |

### Dramas
| Ano  | Título | Emissora    | Membro  | Notas          |
| ---- | ------ | ----------- | ------- | -------------- |
| 2016 | Swan   | Drama Fever | Hayoung | Papel de apoio |

## Endossos
| Ano  | Produto            | Membro                        | Notas |
| ---- | ------------------ | ----------------------------- | ----- |
| 2015 | TG E600S Earphones | Woolim, Hayoung, Soyun e Yena | –     |

## Prêmios e nomeações

### Seoul Music Awards
| Ano  | Categoria        | Recipiente | Resultado |
| ---- | ---------------- | ---------- | --------- |
| 2015 | New Artist Award | "Playback" | indicado  |